# شهرداری پورونیر
شهرداری پورونیر (به اسپانیایی: Porvenir Municipality) یک منطقهٔ مسکونی از شهرداری‌های بولیوی در بولیوی است که در شهرستان پاندو واقع شده‌است. شهرداری پورونیر ۳٬۷۱۳ نفر جمعیت دارد و ۲۲۲ متر بالاتر از سطح دریا واقع شده‌است.